# Tornei di tennis maschili indipendenti nel 1980
Nel 1980 i tornei di tennis maschili facevano parte del Volvo Grand Prix 1980, ma molti non erano inseriti in nessun particolare circuito.

## Calendario

### Gennaio
| Settimana | Torneo                                                                                     | Vincitore                       | Finalista                  | Semifinalisti        | Eliminati ai quarti                                    |
| --------- | ------------------------------------------------------------------------------------------ | ------------------------------- | -------------------------- | -------------------- | ------------------------------------------------------ |
| ? Gennaio | Torneo di Panama City 1980 città di Panama, Panama Singolare - Doppio                      | Mark Cox 6-2 6-4                | Víctor Pecci               |                      |                                                        |
| ? Gennaio | Torneo di Panama City 1980 città di Panama, Panama Singolare - Doppio                      |                                 |                            |                      |                                                        |
| ? Gennaio | Caribe Hilton International Championships 1980 Porto Rico, Porto Rico Singolare - Doppio   | Mark Cox 7-6 6-0                | Humphrey Hose              |                      |                                                        |
| ? Gennaio | Caribe Hilton International Championships 1980 Porto Rico, Porto Rico Singolare - Doppio   |                                 |                            |                      |                                                        |
| ? Gennaio | New York Invitational 1980 New York, USA Singolare - Doppio                                | Vitas Gerulaitis 2-6 6-3 6-0    | John McEnroe               |                      |                                                        |
| ? Gennaio | New York Invitational 1980 New York, USA Singolare - Doppio                                |                                 |                            |                      |                                                        |
| ? Gennaio | Torneo di Curacao 1980 Curaçao, Venezuela Singolare - Doppio                               | Humphrey Hose 6-4 2-6 6-4       | Carlos Kirmayr             |                      |                                                        |
| ? Gennaio | Torneo di Curacao 1980 Curaçao, Venezuela Singolare - Doppio                               |                                 |                            |                      |                                                        |
| ? Gennaio | Torneo di Bogota 1980 Bogotà, Colombia Singolare - Doppio                                  | Víctor Pecci 6-3 6-4            | Mark Cox                   |                      |                                                        |
| ? Gennaio | Torneo di Bogota 1980 Bogotà, Colombia Singolare - Doppio                                  |                                 |                            |                      |                                                        |
| 7 gennaio | Western Australian Open 1980 Perth, Australia Erba – 25 000 $ – S64/D32 Singolare - Doppio | Colin Dibley 6–2, 6–4           | Chris Delaney              | Peter Feigl Syd Ball | John James Shlomo Glickstein Wayne Hampson Rod Frawley |
| 7 gennaio | Western Australian Open 1980 Perth, Australia Erba – 25 000 $ – S64/D32 Singolare - Doppio | Cliff Letcher Syd Ball 6–3, 6–4 | Dale Collings Dick Crealey | Peter Feigl Syd Ball | John James Shlomo Glickstein Wayne Hampson Rod Frawley |

### Febbraio
| Settimana   | Torneo                                                                             | Vincitore          | Finalista                 | Semifinalisti | Eliminati ai quarti |
| ----------- | ---------------------------------------------------------------------------------- | ------------------ | ------------------------- | ------------- | ------------------- |
| ? Febbraio  | New South Wales Hard Court Championships 1980 Orange, Australia Singolare - Doppio | John Fitzgerald    | non conosciuta (bandiera) |               |                     |
| ? Febbraio  | New South Wales Hard Court Championships 1980 Orange, Australia Singolare - Doppio |                    |                           |               |                     |
| 27 febbraio | Bitti Bergamo Memorial 1980 Genova, Italia Singolare - Doppio                      | Ivan Lendl 6-2 6-2 | Johan Kriek               |               |                     |
| 27 febbraio | Bitti Bergamo Memorial 1980 Genova, Italia Singolare - Doppio                      |                    |                           |               |                     |

### Marzo
| Settimana | Torneo                                                                                         | Vincitore                 | Finalista        | Semifinalisti    | Eliminati ai quarti |
| --------- | ---------------------------------------------------------------------------------------------- | ------------------------- | ---------------- | ---------------- | ------------------- |
|           |                                                                                                |                           |                  |                  |                     |
|           |                                                                                                |                           |                  |                  |                     |
| 7 marzo   | Munich 4 Men Invitational 1980 Monaco di Baviera, Germania Sintetico indoor Singolare - Doppio | Jimmy Connors 6-1 6-7 6-4 | Vitas Gerulaitis | Adriano Panatta  |                     |
| 7 marzo   | Munich 4 Men Invitational 1980 Monaco di Baviera, Germania Sintetico indoor Singolare - Doppio |                           |                  | Adriano Panatta  |                     |
| 9 marzo   | Washington Star 1980 Washington, USA Singolare - Doppio                                        | Victor Amaya 6-7 6-4 7-5  | Ivan Lendl       |                  |                     |
| 9 marzo   | Washington Star 1980 Washington, USA Singolare - Doppio                                        |                           |                  |                  |                     |
| 9 marzo   | Stuttgart 4 Men Invitational 1980 Stoccarda, Germania Sintetico indoor Singolare - Doppio      | Björn Borg 6-2 5-7 6-1    | Adriano Panatta  | Vitas Gerulaitis |                     |
| 9 marzo   | Stuttgart 4 Men Invitational 1980 Stoccarda, Germania Sintetico indoor Singolare - Doppio      |                           |                  | Vitas Gerulaitis |                     |
| 9 marzo   | Torneo di Vienna 1980 Vienna, Austria Singolare - Doppio                                       | Stan Smith 6-4 7-6        | Roscoe Tanner    |                  |                     |
| 9 marzo   | Torneo di Vienna 1980 Vienna, Austria Singolare - Doppio                                       |                           |                  |                  |                     |

### Aprile
| Settimana | Torneo                                                               | Vincitore             | Finalista    | Semifinalisti | Eliminati ai quarti |
| --------- | -------------------------------------------------------------------- | --------------------- | ------------ | ------------- | ------------------- |
| 8 aprile  | Suntory Cup 1980 Tokyo, Giappone Sintetico indoor Singolare - Doppio | Jimmy Connors 7-5 6-3 | John McEnroe | Roscoe Tanner |                     |

### Maggio
| Settimana | Torneo                                                                                           | Vincitore             | Finalista    | Semifinalisti | Eliminati ai quarti |
| --------- | ------------------------------------------------------------------------------------------------ | --------------------- | ------------ | ------------- | ------------------- |
| 18 maggio | Louisville International Classic 1980 Louisville, USA Terra rossa - 104 000 $ Singolare - Doppio | Jimmy Connors 6–2 6–3 | Eddie Dibbs  |               |                     |
| 18 maggio | Louisville International Classic 1980 Louisville, USA Terra rossa - 104 000 $ Singolare - Doppio |                       |              |               |                     |
| 18 maggio | Gunze Invitational 1980 Kōbe, Giappone Singolare - Doppio                                        | John McEnroe 6-2 6-3  | Victor Amaya |               |                     |
| 18 maggio | Gunze Invitational 1980 Kōbe, Giappone Singolare - Doppio                                        |                       |              |               |                     |

### Giugno
Nessun evento

### Luglio
Nessun evento

### Agosto
| Settimana | Torneo                                                                        | Vincitore                 | Finalista     | Semifinalisti | Eliminati ai quarti |
| --------- | ----------------------------------------------------------------------------- | ------------------------- | ------------- | ------------- | ------------------- |
| 10 agosto | Frejus Round Robin Tournament 1980 Fréjus, Francia Cemento Singolare - Doppio | Jimmy Connors 6-0 6-7 6-4 | Roscoe Tanner |               |                     |
| 10 agosto | Frejus Round Robin Tournament 1980 Fréjus, Francia Cemento Singolare - Doppio |                           |               |               |                     |

### Settembre
| Settimana    | Torneo                                                                | Vincitore             | Finalista     | Semifinalisti | Eliminati ai quarti |
| ------------ | --------------------------------------------------------------------- | --------------------- | ------------- | ------------- | ------------------- |
| 14 settembre | Brazil Invitational Cup 1980 San Paolo, Brasile Terra rossa Singolare | Ivan Lendl 6–4 6–2    | Gene Mayer    |               |                     |
| 20 settembre | Napa Valley Harvest Cup 1980 Napa, USA Cemento Singolare - Doppio     | Jimmy Connors 6–4 6–2 | Roscoe Tanner |               |                     |
| 20 settembre | Napa Valley Harvest Cup 1980 Napa, USA Cemento Singolare - Doppio     |                       |               |               |                     |

### Ottobre
| Settimana  | Torneo                                                                        | Vincitore                     | Finalista  | Semifinalisti | Eliminati ai quarti |
| ---------- | ----------------------------------------------------------------------------- | ----------------------------- | ---------- | ------------- | ------------------- |
| 12 ottobre | Mazda Challenge 1980 Melbourne, Australia Sintetico indoor Singolare - Doppio | Jimmy Connors 1-6 6-2 6-0 7-5 | Gene Mayer |               |                     |
| 12 ottobre | Mazda Challenge 1980 Melbourne, Australia Sintetico indoor Singolare - Doppio |                               |            |               |                     |

### Novembre
| Settimana   | Torneo                                                                             | Vincitore                                 | Finalista                       | Semifinalisti | Eliminati ai quarti |
| ----------- | ---------------------------------------------------------------------------------- | ----------------------------------------- | ------------------------------- | ------------- | ------------------- |
| 23 novembre | Queensland Open 1980 Brisbane, Australia Singolare - Doppio                        | Mike Estep 6-4 3-6 6-4                    | John Fitzgerald                 |               |                     |
| 23 novembre | Queensland Open 1980 Brisbane, Australia Singolare - Doppio                        | John Fitzgerald Chris Johnstone 2 set a 0 | Greg Whitecross Charles Fancutt |               |                     |
| 23 novembre | Dubai Golden Tennis Tournament 1980 Dubai, Emirati Arabi Uniti 680 000 $ Singolare | Wojtek Fibak 3-6 7-6 6-4                  | Ilie Năstase                    |               |                     |

### Dicembre
Nessun evento